# Aranyos (keresztnév)
Az Aranyos női név az Arany önállósult beceneve.

## Rokon nevek
Aranka, Arany, Aranyka, Ari

## Gyakorisága
Az újszülötteknek adott nevek körében az 1990-es évekbeni előfordulásáról nincs adat. A 2000-es és a 2010-es években sem szerepelt a 100 leggyakrabban adott női név között.
A teljes népességre vonatkozóan az Aranyos sem a 2000-es, sem a 2010-es években nem szerepelt a 100 leggyakrabban viselt női név között.

## Névnapok
június 16., július 19., október 4.,